# 吉木萨尔县
吉木萨尔县（維吾爾語：جىمىسار ناھىيىسى‎）是中国新疆维吾尔自治区昌吉回族自治州所辖的一个县。总面积为8149平方公里，常住人口約15.5万人。吉木萨尔是蒙古语，意为“沙砾滩河”。吉木萨尔县位于阜康市之东，奇台县之西。清光绪二十八年（1902年）建县，称孚远县。1952年改名为吉木萨尔县。境内有车师后国、別失八里古城遗址。

## 历史
汉代建随着西域都护府，在天山南北开始屯田。东汉永平十七年（74），汉政府派戊尉耿恭统领数百人屯田于今吉木萨尔县北庭故城遗址。 唐贞观十四年（640），唐政府在今吉木萨尔县境内设立庭州，辖东至蒲类海（巴里坤湖），西至石漆河（精河），北临沙漠，南依天山的广大区域。建州初，设金满、蒲类、轮台三县，州治金满城，后增西海县，庭州辖四县。金满县在今吉木萨尔县境内，下辖两个乡，县与州同治金满城。长安二年（702），武则天升庭州为北庭都护府，府治北庭城（金满城），为天山北麓的政治、军事中心和交通枢纽。而金满县的建置随着都护府建置规格的升高而撤销。景云二年（711），北庭都护府升格为北庭大都护府，下设2个都护府，23个都督府，辖伊州、西州、庭州三州，成为唐朝在西域的最高军事指挥机关，管理天山以北东起蒲类海，西至咸海广大地区的军事政务，受其节制的军队有十万余众。
- 乾隆二十四年（1759）设济木萨巡检，管理民屯粮食收支、监放军粮与地方防务。
- 乾隆三十二年（1767），清政府开始在济木萨屯田，设屯田绿营兵775人，屯田2万亩。
- 乾隆三十七年（1772），纪昀、余永斋等到济木萨勘定提督后营兵驻防地，看到北庭故城毁坏严重，无法修复，故放弃。于是在济木萨修恺安城。并先后在济木萨境内沿官道修筑育昌堡、时和堡、惠徕堡，内设参将、守备、千总、把总衙署，经营屯田，管理卡伦，并分驻提标绿营兵千人防守。其在军政上受乌鲁木齐提督统领，民政上归镇西府奇台县管辖。
- 乾隆四十一年（1776），清政府撤销济木萨巡检设县丞，隶属迪化州阜康县。县丞辅佐知县管理四十里井以东至白杨河、大泉之间的民政。
- 光绪二十年（1894）重建恺安城，改名孚远城。
- 光绪二十八年（1902），济木萨县丞升格为县，以城名为县名，名孚远县，治所孚远城，隶属于镇迪道迪化府，后隶属于迪化道。
- 1954年2月，更名为吉木萨尔县。

唐代诗人岑参曾赋诗《白雪歌送武判官归京》中“輪臺東門送君去，去時雪滿天山路”的“輪臺”即今新疆维吾尔自治区昌吉回族自治州吉木萨尔县城北11公里处的“北庭故城遗址”，系国务院第三批公布的全国重点文物保护单位。

## 人口
2020年末，根据第七次人口普查数据显示：全县常住人口为153197人。

## 地理
吉木萨尔县地势南高北低。南部为高山雪岭，北部为卡拉麦里山岭的低山残丘，两山之间是山前倾斜平原和低缓起伏的沙丘，最高点是二工河源头的雪峰，海拔500米。南部山区为以云杉为主的针叶林，四季常青。中部平原是重要的農業區，北部属古尔班通古牧沙漠。境内有主要河流10条，由西向东为二工河、西大龙口河、大东沟河、新地沟河、渭户沟河、东大龙口河、牛圈子沟河、吾塘沟河、小东沟、白杨河。
属中温带大陆干旱气候，冬季寒冷、夏季炎热，降雨量少，昼夜温差大，平均年日照时数为2861.1小时，年平均气温7.0℃。平原无霜期170天，山区无霜期145天左右。

## 行政区划
吉木萨尔县下辖6个镇、3个乡：
吉木萨尔镇、三台镇、泉子街镇、北庭镇、二工镇、大有镇、庆阳湖乡、老台乡、新地乡和五彩湾工业园区。

## 交通
- 335国道过境。